# Bombardement de Biarritz
Le bombardement de Biarritz est un bombardement aérien mené par l'USAF sur des cibles stratégiques situées dans les villes de Biarritz et Anglet le 27 mars 1944. La majorité des victimes sont des civils français.

## Objectifs
Les villes de Biarritz et Anglet, occupées depuis quatre ans, sont parmi les principaux centres industriels de la machine de guerre nazie dans le Sud-Ouest de la France. On trouve à Biarritz le terrain d’aviation de Parme — la BBC avait annoncé, une semaine avant, « Les violettes de Parme refleuriront », et à Anglet les usines d'aviation Latécoère et la poudrerie. L’hôtel d'Angleterre de Biarritz constitue aussi une cible importante puisque le quartier général de l’occupant y est installé.

## Bombardement
Le 27 mars 1944, peu après 14 heures, un escadron de 9 bombardiers quadrimoteurs américains B 24 liberator des 455e et 466e bombers group — basé à Norfolk — passe en V au-dessus du golfe de Gascogne. Les sirènes de la ville sonnent à 14 h 15, et les bombardiers survolent les deux villes en cinq vagues, et larguent 44 tonnes de bombes à fragmentation en huit minutes sur leurs cibles. Une grande partie de ces bombes tombe sur des habitations civiles et sur la gare du midi, où un wagon explose.
375 habitations, dont 128 immeubles et de nombreuses villas, sont détruites ; entre 117 et 145 civils sont tués (dont quatre enfants) et entre 250 et 257 sont blessés. Plus d’une centaine d’Allemands sont également tués et l’aérodrome de Parme est presque totalement détruit ainsi qu'une dizaine d’avions de chasse.
D'après Marcelo de Zarobe, témoin qui a effectué des recherches sur les causes de la déviation des bombes, la faute incomberait totalement aux aviateurs américains, qui auraient effectué « une ou plusieurs erreurs ou confusions dues à l’inexpérience et / ou à la précipitation de certains équipages du second groupe de bombardement, pressés d’en finir».

## Réactions
Le Pays basque tout entier est endeuillé. Sept ans après le bombardement de Guernica et celui de Durango, ces souvenirs refont surface. Le lendemain, la presse collaborationniste titre « Les libérateurs ont survolé Biarritz où ils ont semé le deuil et la destruction », évoque un « massacre anglo-américain » et déclare la ville « victime d’un raid terroriste anglo-américain ».
Les funérailles ont lieu le 30 mars au jardin public de Biarritz.